# 秦杭高速动车组列车
秦杭高速动车组列车是中国铁路运行于河北省秦皇岛市秦皇岛站及浙江省省会杭州市杭州东站的高速动车组列车，途经河北省、天津市、山东省、江苏省、安徽省、浙江省一市五省，客运里程1440公里，运行时间7小时33分，使用车次为G448/445次。

## 历史
2021年1月20日，原天津西~杭州东G445/446次延长至秦皇岛站始发终到，车次调整为G448/445、G446/447次。
2022年12月26日，配合新一轮铁路调图，G446/447次列车截短至天津西站终到，车次调整为G446次。

## 使用列车
G448/445次列车使用配属于北京局集团曹庄动车运用所的CR400BF-A。